# Nintama Rantarō
Nintama Rantarō (忍たま乱太郎, lit. Rantarō o Garoto Ninja) é uma série japonesa de anime baseada no mangá Rakudai Ninja Rantarō de Sōbē Amako. Foi produzido pela Ajia-do Animation Works e originalmente transmitido pela NHK. Ele apresenta as aventuras de Rantarō e seus amigos e professores na escola Ninja. O fato de que os óculos são usados por um dos personagens principais é intencionalmente anacrônico. As referências no mangá são outras personalidades da mídia japonesa, como a de Ken Shimura.
Em Julho de 2011, uma versão do filme em live-action que foi dirigida por Takashi Miike chamada Ninja Kids!!! foi lançada. Os direitos para produzir uma versão americana do filme estão em negociações.

## Enredo
Rantaro é o filho de um ninja de segunda linha, como os seus avós e bisavós. Seu pai cansado de viver em uma família de ninjas comuns e correntes, decide enviar Rantaro a uma escola especial para que ele se converta em um ninja de elite e trazer honra para sua família.
Mas na escola não só aprendem os meninos, também há meninas o que provocam situações mais divertidas entre eles.
Quando Rantaro e eles começam a dar duro na arte ninja, descobrem que não é tão fácil como eles esperavam pois terão que aprender um manual de sobrevivência e técnicas especiais para ser os melhores. Mas, enquanto seus professores colocam todos os seus esforços, eles três são os mais desajeitados de toda a escola. Devido a seus status de ninja na escola, não deixa de ter personagens do mal que tratarão de virar a escola de cabeça para baixo.

## Música
- Temas de abertura

1. "Yūki 100%" por Hikaru Genji  (eps. 1-55)
2. "Yūki 100%" por Hikaru Genji Super 5 (eps. 56-807)
3. "Yūki 100% (2002)" por Ya-Ya-yah (eps. 809-1,253)
4. "Yūki 100% (2009)" por Hey! Say! JUMP (eps. 1,254-)
5. "Yūki 100% (2010)" por NYC
6. "Yūki 100% (2012)" por Sexy Zone
7. Yuki 100% (2016) por Junior Boys (eps. 1884-até hoje)

- Temas de encerramento

1. "Dancing Junk (ダンシング ジャンク)" por Super Monkey's (eps. 1-47)
2. "Don't Mind Namida (DON'T MIND 涙 Don't Mind the Tears)" por Hikaru Genji Super 5 (eps. 48-60)
3. "Shaking Night" por Hikaru Genji Super 5 (eps. 61-168)
4. "四方八方肘鉄砲(The First)" (eps. 169-199)
5. "0 grade champion (Zero Points for the Champion)" por Junich&JJr (eps. 200-265)
6. "The School Days Never End (終わらない SCHOOL DAYS)" por Junich&JJr (eps. 266-289)
7. "こうしちゃいられない" por Junich&JJr (eps. 290-369)
8. "にんにん忍たま音頭" por SAY S (eps. 370-409)
9. "Always Yell (いつだってYELL)" por Emiri Nakayama (eps. 410-499, 501-504, 506-509, 512-517, 519-522, 524-527, 529-530)
10. "HEMUHEMU Waltz (ムヘムのワルツ)" por HEMUHEMU (episódios 500, 505)
11. "たまえかきうた しんべヱの段" por Yuko Bracken (episódios 510, 518, 523, and 528)
12. "Memory and Melody" por Splash (eps. 531-568)
13. ""Ai ga Ichiban (Love's Best)" por Sayuri Ishikawa (eps. 569-648)
14. "四方八方肘鉄砲(Second Generation)" por Mayumi Hunaki (eps. 649-808)
15. ""Sekai ga Hitotsu ni Naru Made (Until the World is One)" por Ya-Ya-yah (eps. 809-967)
16. "Kaze (The Wind)" por Aya Ueto (eps. 968-1,047)
17. "Oh!ENKA (桜援歌 (OH!ENKA)" por Kanjani8 (eps. 1,048-1,153)
18. "Ai ni Mukatte" por Kanjani8 (eps. 1,154-1,253)
19. "Yumeiro" por Hey! Say! JUMP (eps. 1,254-)
20. "Yume no Tane" NYC
21. "Yume Tamago" NYC
22. "Kaze wo kitte" Sexy Zone
23. 3-byou Waratte por Junior Boys (1884-agora)

## Episódios
A partir de agosto de 2013, um total de 21 séries foram transmitidas a cada temporada com um número diferente de episódios (variando de 47 séries com 120 de duas, três e quatro séries). Cada título do episódio termina com a frase "の段" no dan.  Em 2012, os episódios especiais foram transmitidos para marcar 20º aniversário do programa, e também o 15º aniversário de Ojarumaru, a transmissão do programa na abertura antes de Nintama Rantarō.  Atualmente, um total de 1.738 episódios foram transmitidos a partir de 11 de agosto de 2013 (com excepção dos especiais).

## Jogos
Vários jogos foram lançados, a partir de 1995. A maioria deles foram publicados por Culture Brain.